# Hypsiboas varelae
Hypsiboas varelae är en groddjursart som först beskrevs av Gustavo R. Carrizo 1992.  Hypsiboas varelae ingår i släktet Hypsiboas och familjen lövgrodor. IUCN kategoriserar arten globalt som otillräckligt studerad. Inga underarter finns listade i Catalogue of Life.